# Tipula chaniae
Tipula chaniae är en tvåvingeart som beskrevs av Alexander 1956. Tipula chaniae ingår i släktet Tipula och familjen storharkrankar.
Artens utbredningsområde är Kenya. Inga underarter finns listade i Catalogue of Life.